# Théophile Hounou
Théophile Hounou, född 1962, är en friidrottare från Benin. Han deltog vid olympiska sommarspelen 1980.